# Cuerpo de Voluntarios de Ucrania
El Cuerpo de Voluntarios de Ucrania del Sector Derecho (ucraniano: Добровольчий український корпус «Пра́вий се́ктор», ДУК ПС, romanizado: Dobrovolʹchyi ukrainsʹkyi korpus "Právyi séktor", DUK PS) o simplemente el Cuerpo de Voluntarios de Ucrania (ucraniano: Добровольчий український корпус, ДУК, romanizado: Dobrovolʹchyi ukrainsʹkyi korpus, DUK), es el brazo paramilitar del partido nacionalista ucraniano de extrema derecha Sector Derecho. El Cuerpo de Voluntarios de Ucrania se fundó el 17 de julio de 2014 como uno de los "batallones de voluntarios", creados como respuesta al auge del separatismo prorruso y la intervención rusa en la guerra del Dombás.
Se definen oficialmente como una "formación voluntaria de ciudadanos ucranianos, ucranianos del exterior y no ucranianos, ciudadanos de otros países que comparten la ideología del nacionalismo ucraniano y han expresado su deseo de participar en la lucha armada del pueblo ucraniano contra enemigos externos e internos". El Cuerpo de Voluntarios de Ucrania está compuesto principalmente por miembros del Sector Derecho, pero también acepta voluntarios sin ninguna afiliación partidaria, así como extranjeros. El DUK fue fundado por Dmitró Yárosh, nombre de guerra "Yastrub" ("Halcón"), quien también era el líder del Sector Derecho, de una milicia irregular que el Sector Derecho formó durante el Euromaidán, que patrullaba las calles después de la caída del gobierno de Yanukóvich. En 2015, después de la renuncia de Yárosh, anunció la creación del Ejército de Voluntarios de Ucrania, una nueva unidad paramilitar formada por antiguas unidades del DUK.
En julio de 2014, el DUK afirmó tener 5000 soldados. El grupo estuvo involucrado en combate durante la Guerra del Dómbas y más tarde en la invasión rusa de Ucrania en 2022. La mayoría de los batallones de voluntarios ucranianos fueron integrados más tarde por el gobierno ucraniano en las Fuerzas Terrestres de Ucrania o en la Guardia Nacional de Ucrania, pero el DUK fue uno de los pocos que permaneció autónomo. Esto cambió con la invasión de 2022, cuando fueron absorbidos formalmente por las Fuerzas Terrestres como una unidad de operaciones especiales. En noviembre de 2022, el Cuerpo de Voluntarios de Ucrania se reformó como la 67.ª Brigada Mecanizada Separada "DUK" y se entrenaba en el Reino Unido.

## Historia

### Fundación
El Cuerpo de Voluntarios de Ucrania tiene su origen en las milicias de vigilancia creadas por el Sector Derecho durante el Euromaidán. Después de la caída del gobierno de Yanukóvich, la policía abandonó en gran medida las calles de Kiev y grupos de jóvenes, incluidos miembros del Sector Derecho, las patrullaban armados en su mayoría con bates de béisbol y, en ocasiones, con pistolas. Las armas que tenían los voluntarios del Sector Derecho fueron robadas de la Militsiya al final del Maidán.
El 12 de abril, los disturbios prorrusos se intensificaron cuando militantes armados prorrusos tomaron el control de la ciudad de Slóviansk, el gobierno ucraniano respondió con una ofensiva contra los separatistas, marcando el primer enfrentamiento militar importante de la guerra en el este de Ucrania. El 20 de abril, Dmitró Yárosh dirigió un grupo de miembros armados del Sector Derecho que fueron enviados de forma encubierta por el presidente ucraniano en funciones, Oleksandr Turchínov, para destruir el transformador de la estación de televisión Slavyansk en la montaña Karachun. Cuando su convoy de cuatro autos intentó pasar un puesto de control controlado por insurgentes, estalló un tiroteo que provocó las primeras muertes en combate del conflicto. El gobierno ucraniano negó que el ataque fuera realizado por Sector Derecho hasta dos años después, cuando Yárosh admitió que era cierto. Los dos relatos continúan difiriendo sobre qué lado disparó primero.
Después del estallido de la guerra del Dombás en abril de 2014, las Fuerzas Armadas ucranianas regulares sufrieron una serie de derrotas y reveses contra los separatistas, ya que estaban mal preparadas, mal equipadas, carentes de profesionalismo, moral, espíritu de lucha y con severa incompetencia en el alto mando. La reacción vio la creación de varias milicias de "batallones de voluntarios" y grupos paramilitares formados por civiles dispuestos a luchar contra los separatistas por iniciativa propia. Muchos voluntarios del Sector Derecho formaron inicialmente el batallón de voluntarios "Dnipro-2", en referencia a Dnipro-1, sin embargo, el Ministerio del Interior se negó a registrarlo como el nombre del grupo.
El 15 de julio de 2014. El líder del Sector Derecho, Dmitró Yárosh], anunció la creación del Cuerpo de Voluntarios de Ucrania como batallón de voluntarios propio del Sector Derecho. A diferencia de otras formaciones de extrema derecha, como el Batallón Azov y el Batallón Sich, o el "Dnipro-1" que dio nombre a "Dnipro-2", el cuerpo de voluntarios no iba a estar subordinado al Ministerio del Interior como una "Policía de Patrulla de Tareas Especiales", ya que operaría de forma independiente. Esto fue causado por la desconfianza en el Ministerio después de que el activista del Sector Derecho Aleksandr Muzychko fuera asesinado a tiros por la Militsiya. El 17 de julio se dieron las primeras órdenes y se emitió el estatuto oficial, y se considera la fecha oficial de formación del Cuerpo.

## Historial de combate

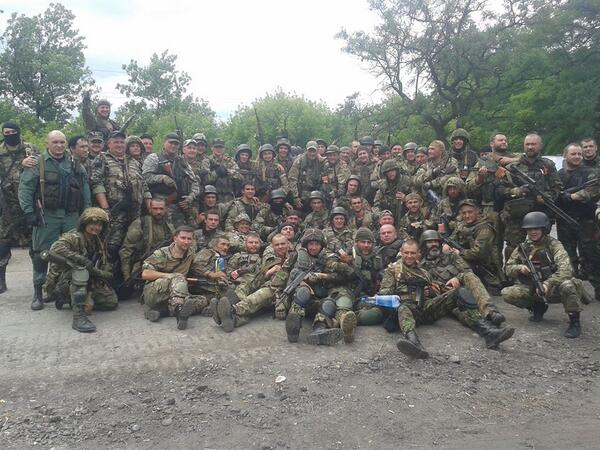
Voluntarios del Sector Derecho en 2014.

### Guerra del Dombás
El Cuerpo de Voluntarios de Ucrania fue al frente en el óblast de Donetsk, donde tuvo su bautismo de fuego en la Batalla de Shakhtarsk Raion cuando capturaron la ciudad de Avdíivka de los separatistas rusos junto con la 93.ª Brigada Mecanizada. Posteriormente, el 1 de agosto, el Cuerpo de Voluntarios junto con la 51.ª Brigada Mecanizada de la Guardia Nacional tomaron la ciudad de Krasnogórivka.
El 12 de agosto, perdieron a doce combatientes cuando fueron emboscados en las afueras de Donetsk y se dirigían al distrito de Petrovsky en agosto de 2014. Solo escaparon dos soldados en el autobús. Yárosh, el líder del grupo, prometió que su grupo vengaría las muertes.
Cinco días después, Sector Derecho acusó al Ministerio del Interior de albergar fuerzas contrarrevolucionarias que buscaban destruir el movimiento de voluntarios ucranianos. Dijo que los seguidores del viceministro del Interior Vladimir Yevdokimov entre la policía habían registrado o detenido ilegalmente a decenas de voluntarios del Cuerpo de Voluntarios de Ucrania y confiscado las armas que habían tomado en combate. El Sector Derecho también exigió al entonces presidente de Ucrania, Petró Poroshenko, que "limpie" el Ministerio de miembros desleales, de lo contrario, se retirarían de la zona de combate y marcharían a Kiev. El entonces Ministro del Interior, Arsén Avákov, respondió diciendo que los voluntarios del Sector Derecho ni siquiera estaban en el frente. Sin embargo, el 17 de agosto, el líder del Sector Derecho, Dmitró Yárosh, dio marcha atrás y dijo que las demandas de su declaración se cumplieron en parte y que sus voluntarios continuarían luchando contra los separatistas.
A fines de septiembre, el Cuerpo de Voluntarios de Ucrania comenzó a desplegar sus tropas en el oeste de Donetsk, alrededor del área del pueblo de Pisky y el Aeropuerto Internacional de Donetsk, tomando parte en la segunda batalla del Aeropuerto de Donetsk. Junto con las Fuerzas Armadas de Ucrania, el Cuerpo de Voluntarios se mantuvo firme y mantuvo el control del aeropuerto después de varios ataques de los separatistas rusos y las Fuerzas Armadas rusas durante casi dos meses hasta que se retiraron el 12 de noviembre, mientras que el resto de las fuerzas armadas ucranianas se retiraron a principios de enero. Debido a su feroz defensa, las tropas que lucharon en el aeropuerto de Donetsk fueron apodadas "Cíborgs" (ucraniano: кіборг, romanizado: kiborh), un apodo dado por los separatistas de la RPD. El cuerpo de voluntarios del Sector Derecho es una de las unidades consideradas como uno de los "cíborgs".
En diciembre, el Cuerpo se unió a los batallones de voluntarios 40.º Batallón de Defensa Territorial "Kryvbas", Dnipro-1 y el Batallón Dombás para realizar inspecciones en el tráfico de mercancías que van a la zona ATO para evitar el tráfico de armas por parte de simpatizantes prorrusos a las fuerzas separatistas a través de convoyes de ayuda humanitaria.

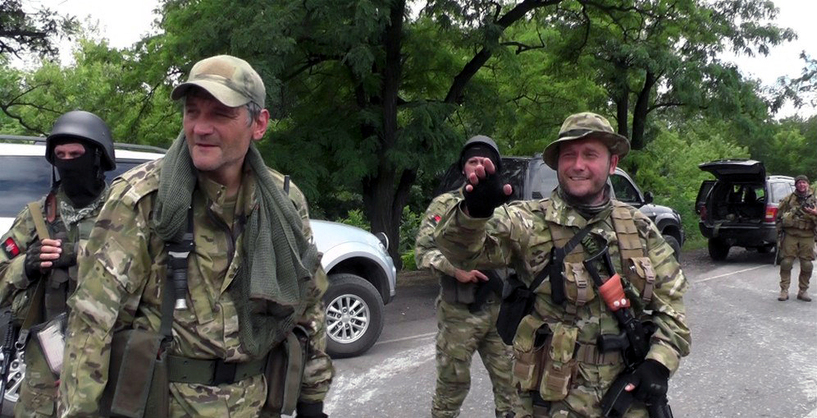
Combatientes del Cuerpo de Voluntarios de Ucrania, octubre de 2014.

El 15 de marzo de 2015, el Cuerpo de Voluntarios comenzó a desplegarse en el frente sur alrededor del Mar de Azov hasta el enfrentamiento de Shyrokyne. En febrero, el Batallón Azov inició una operación militar para alejar a las fuerzas separatistas de la RPD de Mariúpol, y se convirtió en una feroz lucha por el control del pueblo de Shyrokyne. En marzo, el Cuerpo de Voluntarios de Ucrania se unió a la batalla y cubrió los flancos defensivos del Batallón Azov y Dombás. Para julio, la mayoría de las fuerzas voluntarias en Shyrokyne fueron rotadas fuera del frente por las fuerzas regulares de las Fuerzas Armadas de Ucrania.
Durante el resto de la guerra del Dombás, el DUK realizó operaciones de patrulla alrededor de la línea de contacto en la zona ATO. Según Yárosh, para 2016, alrededor de 300 voluntarios permanecían en la línea de contacto realizando tareas específicas, como operaciones de reconocimiento y contra francotiradores.

### Enfrentamiento del 2015

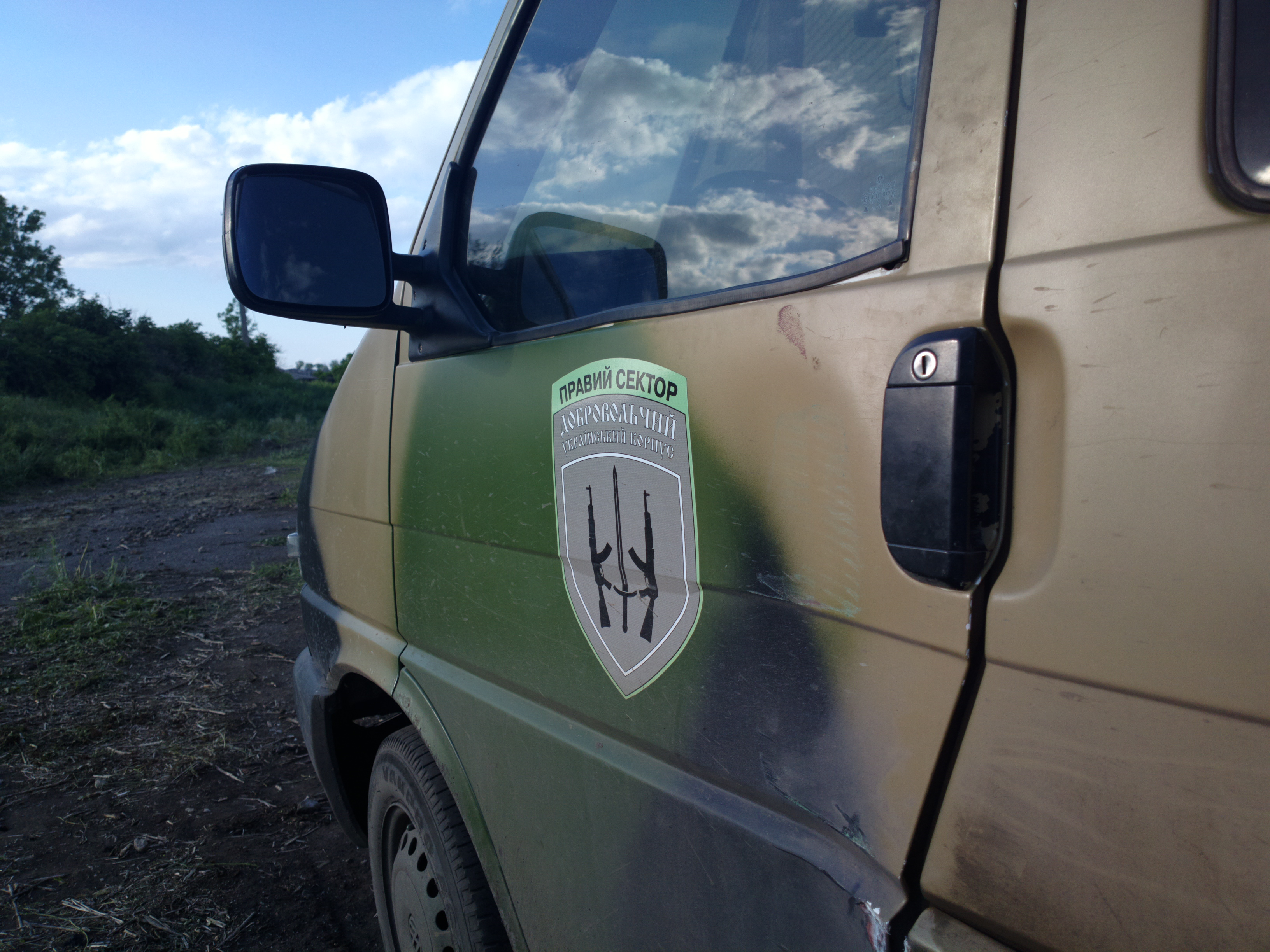
Vehículo con insignia del DUK, 2015.

El 10 de julio de 2015, las fuerzas del gobierno ucraniano se enfrentaron con las fuerzas del Sector Derecho en la ciudad de Mukáchevo, ubicada en el oeste de Ucrania. Dos personas murieron. Según el líder de la facción parlamentaria del presidente de Ucrania, Petró Poroshenko, Yuri Lutsenko, estos hechos "fueron el resultado del conflicto de intereses entre grupos armados ilegales y una mafia que cooperaba abiertamente con las fuerzas del orden". Algunos líderes locales indicaron que el conflicto se produjo cuando las fuerzas del Sector Derecho intentaron reprimir el lucrativo comercio ilegal de contrabando de cigarrillos a Europa Occidental, en el que las fuerzas del orden locales han sido cómplices. Las consecuencias inmediatas de los eventos incluyeron el despido de los líderes del servicio de aduanas del distrito local de Zakarpatya. El parlamentario ucraniano Mykhailo Lanyo, señalado en la red de contrabando, supuestamente huyó de Ucrania. El líder del Sector Derecho, Yárosh, pidió calma y negó que las tropas del Sector Derecho se hubieran retirado del este de Ucrania.

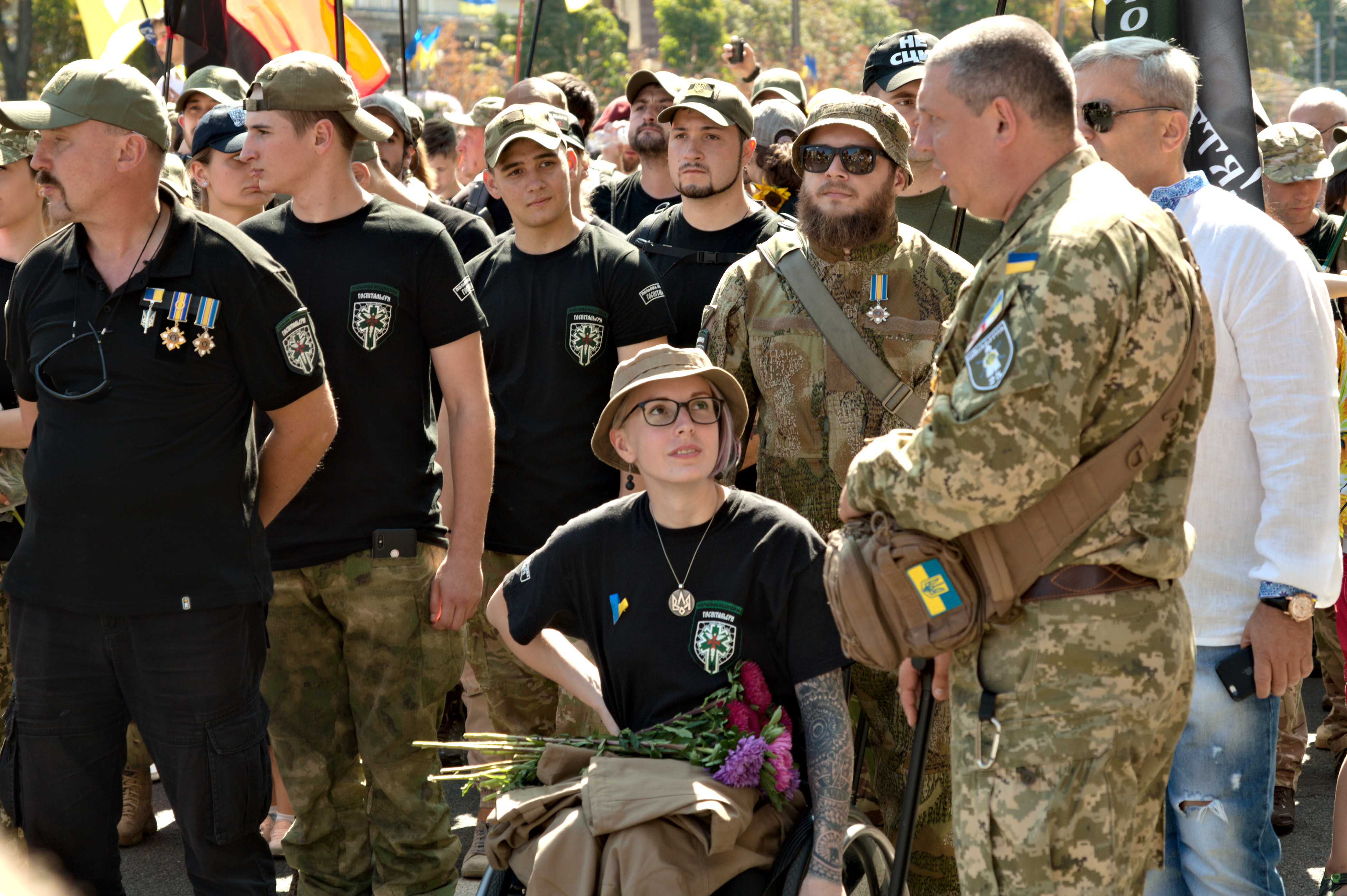
Veteranos del Batallón Médico Hospitalario del DUK en un desfile militar, 2019.

### Bloqueo fronterizo de Crimea
El 20 de septiembre de 2015, el Sector Derecho junto con el Mejlis del pueblo tártaro de Crimea iniciaron una obstrucción masiva del tráfico en la Crimea controlada por Rusia. Se hizo una manifestantes bloqueando el tráfico de camiones, ferrocarriles, electricidad y agua que iban a Crimea. Aunque se permitía la circulación de turistas.
Los paramilitares del Sector Derecho del Cuerpo de Voluntarios de Ucrania se unieron al bloqueo, junto con miembros del Regimiento Azov para brindar seguridad a los manifestantes.

### Invasión rusa de Ucrania
Al comienzo de la invasión rusa de Ucrania en 2022, el Sector Derecho movilizó nuevamente a su cuerpo de voluntarios para luchar contra las fuerzas invasoras rusas. El Cuerpo de Voluntarios de Ucrania luchó en el batalla de Chernígov, donde luchó por el control de 10 aldeas alrededor de Nizhyn Raion, ayudó a defender la capital Kiev durante la ofensiva de Kiev, y se informó que luchó en el sitio de Mariúpol. El 14 de marzo, el cofundador del Sector Derecho y comandante del 2.º Batallón Separado Mykola Kravchenko murió en acción en el pueblo de Horenka durante la ofensiva de Kiev junto con un periodista de Fox News.
El Cuerpo de Voluntarios de Ucrania inició el proceso y se integró dentro de la cadena de mando formal de las Fuerzas Armadas de Ucrania, ya que para coordinarse mejor con las fuerzas militares regulares y tener acceso a los equipos, fue designado oficialmente como el Centro de Operaciones Especiales del Cuerpo de Voluntarios de Ucrania (ucraniano: Центр спеціальних операцій «Добровольчий український корпус», romanizado: Tsentr spetsialʹnykh operatʹy «Dobrovolʹchyy 1 ukrayins). Encargado principalmente de hostigar a los rusos que avanzan. En julio, el 4.º Grupo Táctico estaba combatiendo en la región de Soledar y el 2 de agosto, su comandante Andriy Zhovanyk murió en combate.
En noviembre de 2022, el Cuerpo de Voluntarios de Ucrania se reformó como la 67.ª Brigada Mecanizada Separada "DUK" y se entrenaba en el Reino Unido. Aparecieron videos en las redes sociales que afirmaban que el 2.º Batallón de la 67.º Brigada estaba perfeccionando sus habilidades antitanques.